# José María Moncada
Pour les articles homonymes, voir Moncada (homonymie) et Tapia.
José María Moncada Tapia (né le 8 décembre 1870 à Masatepe et mort le 23 février 1945, à Managua), est un enseignant, journaliste, militaire et homme d'État nicaraguayen. Il est président du Nicaragua de 1er janvier 1929 au 1er janvier 1933.
Ses parents de condition modeste étaient d'origine hondurienne.

## Biographie
Le 11 novembre 1926, le conservateur Adolfo Diaz est président de la République et dispose du soutien des Américains présents sur le sol du Nicaragua. Le général Moncada lutte, au côté de Juan Bautista Sacasa, contre Alfonso Diaz et les Marines. Le 4 mai 1927, Henry Lewis Stimson (secrétaire d'État des États-Unis) et José María Moncada signe à Tipitapa le pacte Black Thornquand mettant fin de la guerre civile. Seul le général Augusto Sandino s'y oppose et choisit la guérilla.
Le 1er janvier 1929, Moncada Tapia prend la présidence de l'État sous la protection des Marines des États-Unis, alors que la guérilla s'intensifie dans les montagnes Segovia et que les Américains commencent à former la Guardia national (Garde nationale).
Au cours de son mandat, Moncada fait construire le palais présidentiel La Loma dans la capitale Managua qui va subir de gros dommages causés par le tremblement de terre du mardi de Pâques, le 31 mars 1931. Les Marines appliquent la loi martiale, et utilisent de la dynamite pour empêcher la propagation des incendies. 
Juan Bautista Sacasa lui succède le 1er janvier 1933.
Le 23 février 1945, Moncada décède à Managua. Il est enterré dans la rotonde réservée aux personnages illustres du cimetière occidental de la capitale.